# Classe America
La classe America è una categoria di navi portaeromobili d'assalto (LHA), composta da 11 unità, di cui 2 già in servizio e 1 in costruzione per la United States Navy (USN).

## Unità
| Nome                     | Costruttore                               | Impostazione   | Varo          | In servizio     | Stato               |
| ------------------------ | ----------------------------------------- | -------------- | ------------- | --------------- | ------------------- |
| USS America (LHA-6)      | Huntington Ingalls Industries, Pascagoula | 17 luglio 2009 | 4 giugno 2012 | 11 ottobre 2014 | Attiva, in servizio |
| USS Tripoli (LHA-7)      | Huntington Ingalls Industries, Pascagoula | 22 giugno 2014 | 1 maggio 2017 |                 | Varata              |
| USS Bougainville (LHA-8) | Huntington Ingalls Industries, Pascagoula |                |               |                 | Ordinata            |